# Ampelisca orops
Ampelisca orops är en kräftdjursart. Ampelisca orops ingår i släktet Ampelisca och familjen Ampeliscidae. Inga underarter finns listade i Catalogue of Life.